# ガラージュ
ガラージュ（ガラージ、英: Garage）とは、狭義にはハウスやディスコに分類されるような音楽のうちの、ある種のものを総称した呼び名。通常、かつてニューヨークに存在したディスコ、パラダイス・ガレージで掛けられていたような音楽のことを指す。その正確な定義やジャンル分けには諸説ある。

## 概要：狭義のガラージュ
パラダイス・ガレージにおいてDJのラリー・レヴァンはジャンルを超えた様々な曲を掛けていたが、そうした曲や彼が好みそうな曲などをまとめてガラージュ（ガラージ）と呼ぶことが多い。多くはディスコやソウルに分類される曲だが、彼の選曲はテクノ・ポップから日本のアイドル歌謡曲に至るまでその幅は非常に広かった。1992年のレヴァンの死後もこうした音楽を愛好するDJやリスナーやクラバーは多数存在しており、クラブイベントや新作レコードでもガラージュ（ガラージハウス）と呼ばれるものは多い。これが狭義のガラージュである。

## 詳細：広義のガラージュ
一方、ガラージュという言葉はその後様々に意味が変わったものの一つである。イギリスにおいては、移民の間から始まった早いビートのしばしばMCを伴うダンス音楽をスピード・ガラージと呼ぶようになった。このスピードガラージュはその後、2ステップ・ガラージ（略称2ステップ）や、グライムと呼ばれる音楽へと変化していく。スピードガラージや2ステップといった様式はUKガラージ（略称UKG）と呼ばれるが、イギリス現地ではこれを単にGarageと呼ぶことがある。他にもその国や属している（主に聴いている）音楽のジャンルによりこの言葉の意味は変化するため、誤解を招きやすい。

## 主なミュージシャン
- Adeva（英語版）
- Black Box（英語版）
- ブレイズ
- BORIS
- バイロン・スティンギリー（英語版）
- C+C ミュージック・ファクトリー（英語版）
- Change
- カーネル・エイブラムス（英語版）
- クラウン・ハイツ・アフェアー（英語版）
- フランソワ・ケヴォーキアン（英語版）
- フランキー・ナックルズ
- デイブ・リー（英語版）（ジョーイ・ネグロ（英語版））
- ジュニア・ヴァスケス
- ケリー・チャンドラー（英語版）
- マス・オーダー
- スナップ!
- スティーブ・シルク・ハーレー（英語版）